# Кука (зупинний пункт)
Кука (рос. Кука) — пасажирський зупинний пункт Читинського регіону Забайкальської залізниці Росії у селищі Кука, розташована на дільниці Заудинський — Каримська між станціями Яблонова (відстань — 14 км) і Лісна (6 км). Відстань до ст. Заудинський — 484 км, до ст. Каримська — 161 км. До 2023 року — станція.